# Marcello Bartolucci
Marcello Bartolucci (ur. 9 kwietnia 1944 w Bastia Umbra) – włoski duchowny rzymskokatolicki, arcybiskup ad personam, sekretarz Kongregacji Spraw Kanonizacyjnych w latach 2010–2021.

## Życiorys

### Prezbiterat
9 listopada 1968 otrzymał święcenia kapłańskie i został inkardynowany do diecezji Asyż-Nocera Umbra-Gualdo Tadino. Uzyskał doktorat z teologii na Papieskim Uniwersytecie Laterańskim. Po okresie pracy w swojej diecezji, w 1977 rozpoczął pracę w Kongregacji Spraw Kanonizacyjnych.

### Episkopat
29 grudnia 2010 został mianowany przez Benedykta XVI sekretarzem Kongregacji Spraw Kanonizacyjnych oraz biskupem tytularnym diecezji Mevania. Sakry biskupiej 5 lutego 2011 r. udzielił mu papież Benedykt XVI wraz z kardynałami Angelo Sodano i Tarcisio Bertone.